# Petar Stambolić
Petar Stambolić, en serbe cyrillique Петар Стамболић, né le 12 juillet 1912 à Brezova près d'Ivanjica et mort le 21 septembre 2007 à Belgrade, en Serbie, est un homme politique serbe. Il joua un rôle important dans la résistance communiste en Serbie. Après la guerre, il exerça de nombreuses fonctions officielles, dont celle de premier ministre et, après la mort de Tito, il fut un des présidents de la république fédérative socialiste de Yougoslavie.

## Biographie
Après des études primaires effectuées dans son village natal, Petar Stambolić entra au lycée d'Ivanjica puis il étudia l'agronomie à l'Université de Belgrade.
En 1935, il s'engagea dans la Ligue des communistes de Yougoslavie (Savez komunista Jugoslavije/KPJ) et, dans ce cadre, il participa en tant que délégué à la Cinquième conférence mondiale du KPJ qui se tint à Zagreb en 1940. À une époque où tous les dirigeants communistes avaient une activité professionnelle en parallèle à leur activité politique (par exemple, Tito était machiniste dans la métallurgie), Stambolić apparaissait comme un politicien de métier.
À l'automne 1941, alors que la Serbie était occupée par les Nazis, Petar Stambolić entra dans la résistance et, envoyé à Užice, il devint président du conseil exécutif du Conseil suprême de libération nationale (Glavni narodnooslobodilački odred) et, peu après, devint un des Partisans de Tito. Fin 1942, il fut chargé de coordonner leurs actions dans la région de Belgrade. Il fut également membre du bureau exécutif de l'AVNOJ (Antifašističko vijeće narodnog oslobođenja Jugoslavije/Conseil antifasciste de libération nationale de Yougoslavie) et secrétaire de l'Assemblée antifasciste de Serbie et de Yougoslavie (Antifašističkih skupština Srbije i Jugoslavije). Toutes ces responsabilités valurent à Petar Stambolić le titre de « héros national ».
Après la guerre, Stambolić exerça diverses fonctions officielles. Il fut ministre des Finances du gouvernement de Serbie, ministre de l'Agriculture de la république fédérale socialiste de Yougoslavie. Du 5 septembre 1948 au 5 février 1953, il fut président du gouvernement de Serbie (Premier ministre). Il fut également membre du comité central du Parti communiste de Yougoslavie et secrétaire général du Parti communiste de Serbie. 
En avril 1957, Petar Stambolić devint président de l'Assemblée fédérale. Et, après la mort de Tito, il occupa durant un an la présidence tournante de la république fédérale socialiste de Yougoslavie (15 mai 1982-15 mai 1983). 
Petar Stambolić est l'oncle d'Ivan Stambolić, qui fut président de république socialiste de Serbie dans les années 1980 et qui fut assassiné en 2000.